# Battle for Wesnoth
Battle for Wesnoth (angleško Bitka za Wesnoth), je odprtokodna potezna strateška igra, ki se dogaja v namišljenem svetu. Leta 2003 jo je ustvaril David White, danes pa z razvojem nadaljuje podjetje UMC Development IDE. Aktualna različica je 1.10.4.
Cilj igre je po navadi premagati (ubiti) nasprotnika. Pri tem si igralec pomaga z enotami ki jih rekrutira z zlatniki. Te dobi z zavzemanjem vasi, te pa potem plačujejo davek. Z vsako enoto, ki jo kupi, se davek zmanjša za toliko, kolikor je ta enota že napredovala (stopnja 1, stopnja 2, stopnja 3, ...), napredovanje se po navadi konča pri 3. stopnji (nekatere enote napredujejo tudi naprej). Napredovati je težko - igralec si mora nabirati izkušnje (XP). Za vsak napad dobi 1 točko izkušenj, za uboj pa za vsako stopnjo nasprotnika po 8 (pri stopnji 0 dobi 4). Z vsako stopnjo postane boljši. Igre ni možno končati, saj igralci ustvarjajo vedno nove kampanje in druge dodatke.